# 판훙쉬안
판훙휘안(范鴻軒, 범홍헌, 1946년 9월 5일 ~ )은 중화민국 타이완의 연극배우, 영화배우, 텔레비전 연기자이다.

## 이력
중화민국 쓰촨성 루저우 루 현에서 출생하였으며 지난날 한때 중화민국 허베이성 창저우 창 현에서 잠시 유아기를 보낸 적이 있는 그는 1948년 직계 일가족들과 함께 중화민국 타이완 성 타이베이로 이주하였다.
그는 1969년 연극배우로 첫 데뷔하였고 5년 후 1974년 중화민국 타이완의 텔레비전 드라마에도 첫 출연하였으며 1975년 중화민국 타이완 영화 《소이회춘(小姨懷春)》의 조연으로 영화 배우 데뷔하였고 이어 같은 해 대만, 홍콩 합작 영화 《정종보표(正宗保鑣)》에 주연하였다.

## 출연작품

### 드라마
- 1974 포청천, 송 인종 역
- 1993 포청천, 공손책 역
- 1994 천사종규
- 2008 포청천
- 2010 포청천ㅡ칠협오의

## 같이 보기
- 진차오췬
- 허자징